# Overture
Overture為音樂製作程式。程式由Don Williams開發、GenieSoft公司出版。
產品特色為能夠視覺化的編寫樂譜，亦支援附加VST幫助編輯。

## 描述
程式可編輯各類樂器的樂譜，例如：鋼琴、吉他等。
樂譜預設為鋼琴五線譜、C大調，速度為 = 96、拍號為4/4。程式使用MIDI發聲。存檔格式為*.ove檔案。

## 外部連結
- 官方介紹網頁（页面存档备份，存于）